# Station Letter
Station Letter (Haltepunkt Letter) is een spoorwegstation in de Duitse plaats Letter in de deelstaat Nedersaksen. Het station ligt aan de spoorlijn Hannover - Minden. De plaats Letter en het station hoort tot de gemeente Seelze.

## Indeling
Het station heeft één eilandperron met twee perronsporen, deze is deels overkapt. Het perron is te bereiken via een trap en lift vanaf een voetgangerstunnel, die alleen vanaf de straat Ebertstraße toegankelijk is. Aan de voorzijde van het station is er een fietsenstaling, Parkeer en Reis-terrein, bushalte en taxistandplaats. 

## Verbindingen
Het station is onderdeel van de S-Bahn van Hannover, die wordt geëxploiteerd door DB Regio Nord. De volgende treinseries doen het station Letter aan:
| Serie | Treinsoort             | Route                                                                                     | Bijzonderheden                     |
| ----- | ---------------------- | ----------------------------------------------------------------------------------------- | ---------------------------------- |
| S1    | S-Bahn (DB Regio Nord) | Minden (Westf) – Haste – Seelze – Letter – Hannover Hbf – Weetzen – Barsinghausen – Haste |                                    |
| S2    | S-Bahn (DB Regio Nord) | Nienburg (Weser) – Seelze – Letter – Hannover Hbf – Weetzen – Barsinghausen – Haste       | Zondags alleen Nienburg - Hannover |
| S51   | S-Bahn (DB Regio Nord) | Seelze – Letter – Hannover Hbf – Hannover Bismarckstraße – Hamelen                        | Alleen tijdens de spits            |

Hannover Hbf ·
Hannover-Nordstadt ·
Hannover-Leinhausen · 
Letter ·
Seelze ·
Dedensen/Gümmer ·
Wunstorf ·
Haste ·
Lindhorst ·
Stadthagen ·
Kirchhorsten ·
Bückeburg ·
Minden (Westf) ·
Porta Westfalica ·
Bad Oeynhausen ·
Löhne (Westf) ·
Hiddenhausen-Schweicheln ·
Herford ·
Brake ·
Bielefeld Hbf ·
Brackwede ·
Isselhorst-Avenwedde ·
Gütersloh Hbf ·
Rheda-Wiedenbrück ·
Oelde ·
Neubeckum ·
Ahlen (Westf) ·
Heessen ·
Hamm (Westf)